# Gebrüder Blattschuss
Die Gebrüder Blattschuss sind eine deutsche Musikgruppe, die in den späten 1970er und frühen 1980er Jahren vor allem mit den „Blödel-Hits“ zugeschriebenen Liedern große Erfolge feierte. Seit 1988 besteht die Gruppe als Duo aus Beppo Pohlmann und Kalle Ricken.

## Bandgeschichte

### GO-IN
Die Gebrüder Blattschuss entstanden im Jahr 1976 aus Anlass des 13-jährige Bestehens eines Folk-Clubs zufällig. Beim GO-IN handelte sich um eine Gaststätte in Charlottenburg, Bleibtreustraße 17, in der abwechselnd Gruppen und Solisten auftraten. Zum Jubiläum traten einige Solokünstler gemeinsam auf, es handelte sich um den Parodisten Hans Werner Olm, den Blödelbarden Beppo Pohlmann, den Liedermacher Jürgen von der Lippe, den Kreisler-Interpreten Hans Marquardt und den Touristenschreck Wurzel. Letzterer hieß eigentlich Harald Gribkowsky und wie seine Berufsbezeichnung zustande kam, ist unbekannt. Ihr etwa halbstündiges Programm bestand aus bekannten Pop-Songs mit neuen Texten und sollte eine einmalige Angelegenheit sein. Es kam aber derart gut an, dass sowohl der GO-IN-Geschäftsführer Jo Diekmann als auch Jürgen von der Lippes Produzent Uli Weigel fanden, man müsse weitermachen. Das Ensemble nannte sich daraufhin Blattschuss und seine Mitglieder sahen sich als Musikkabarettisten, sie waren damit die erste Nachfolgegeneration von Interpreten wie Insterburg & Co., Schobert & Black oder Ulrich Roski. Die Plattenfirma machte aus dem Namen Gebrüder Blattschuss. Bei der Sendereihe Sender Zitrone des WDR-Hörfunks mit Hermann Hoffmann ersetzten die Gebrüder Blattschuss mit ihrem Blattschuss-Magazin Insterburg & Co. Der Erfolg führte zu vereinzelten Auftritten in Westdeutschland.

„Da ist man fürchterlich abgestürzt. Ähnlich wie in Paderborn in der Tuba. Da ist man bei den Matinéen aufgetreten und war noch besoffen vom Vorabend.“

### Schallplatten
Die erste Schallplatte wurde noch im Jahr 1976 mit der ursprünglichen Zusammensetzung veröffentlicht, es handelte sich um die Single 50 Tricks die Liebste loszuwerden. Bei Demoaufnahmen im Hansa-Videostudio 1977 wurden mehrere Demo-Videos (Chirpy Chirpy Cheep Cheep, Delilah, Hernando’s Hideaway, Silence Is Golden, To Love Somebody) produziert. Keiner dieser Titel wurde als Single oder auf einem der nachfolgenden Alben veröffentlicht. Das erste Album erschien 1977 mit dem Titel Dümmer als du denkst; während dessen Produktion hatte Olm die Band verlassen und wurde durch Harald Wolff ersetzt.
Im März 1978 veröffentlichten Blattschuss ihr zweites Album Bla-Bla-Blattschuss. Kurz vor der Produktion hatte Gribkowsky die Band verlassen, so dass die Aufnahme als Quartett stattfand. Die Titel waren ausschließlich Eigenkompositionen, zumeist mit Beppo Pohlmann und Jürgen von der Lippe als Autor. Weil auf der zweiten Seite noch 3½-Minuten fehlten, nahm man den für die Band eher untypischen Titel Kreuzberger Nächte hinzu. Den Text hatte Beppo Pohlmann geschrieben, er handelte von Kneipenerlebnissen mit seinen Freunden und war die erste Zugabe der Band. Für das Album schrieb er ihn um, damit er allgemeinverständlich wurde. Dabei stammten vier Zeilen von Jürgen von der Lippe:

„Und wie immer erscheint dann diese Frau
 Bei der sind auch nicht nur die Augen blau
 Ich sach, verschwinde liebe Sünde rasch von hier
 In diesem Lied bleibt’s ausnahmsweise mal beim Bier“

### Auf dem Höhepunkt des Erfolgs
Kurz nach der Produktion des Albums verließ Jürgen von der Lippe zur Jahresmitte 1978 die Gruppe. Am 7. Juli 1978 wurde die Anfang Mai in der Hamburger Markthalle erfolgte Aufzeichnung der Sendung Quatsch mit Soße – Beknackte Lieder zum späten Abend mit Frank Zander, Jürgen von der Lippe und Gebrüder Blattschuss in der ARD gesendet.  Kurz nach von der Lippes Ausstieg erlangten die Gebrüder Blattschuss mit dem Titel Kreuzberger Nächte bundesweite Bekanntheit, er war 24 Wochen in den deutschen Singlecharts. Dies hatte zahlreiche Radio- und Fernsehauftritte zufolge, als Terzett durften sie zudem in der ZDF Hitparade singen, für die zu dieser Zeit ein Limit von drei Personen galt. Dort wollten sie eigentlich gar nicht hin, woraufhin sie ihre Fans gefragt haben und dann überrascht waren, dass für diese 1000 DM Gage pro Person Grund genug war, um dort aufzutreten. Dort erreichten die Gebrüder Blattschuß im Dezember 1978 den ersten Platz.
Für den Eurovision Song Contest 1979 beteiligten sich die Gebrüder Blattschuss mit dem von Ralph Siegel komponierten Lied Ein Blick sagt mehr als jedes Wort an der deutschen Vorentscheidung Ein Lied für Jerusalem und belegten den zwölften und damit letzten Platz.
Die drei Musiker veröffentlichten 1979 bis 1982 vier weitere Alben. Mehrere Titel kamen in die Hitparaden. Marquardt verließ 1983 die Gruppe. 1984 wurde die Single ’Ne Bockwurst und ’n Bier (Melodie zu The Wild Rover/An der Nordseeküste) veröffentlicht.

### Als Duo
Ab 1988 führte Beppo Pohlmann mit dem Musiker Kalle Ricken die Gruppe als Duo weiter, die ersten Veröffentlichungen wurden als Blattschuss & Die Blaue Geige veröffentlicht. Seither tritt es vornehmlich als Showact bei Festen und Firmenfeiern und nach wie vor mit akustischer Gitarre und Mandoline auf Theater- und Kabarettbühnen auf. Es erschienen mehrere Singles und 1992 und 2002 die beiden letzten Alben.

## Trivia
Abweichend von den bis 1996 in Deutschland geltenden Regeln der Rechtschreibung verwendete die Gruppe auf ihren Plattenhüllen von Anfang an regelmäßig, aber nicht immer, die Schreibweise „Blattschuss“ statt „Blattschuß“. Wie beim Label der andere song üblich wurde oft komplett auf Großschreibung verzichtet. Beppo Pohlmann erklärt den Namen im Interview als „so eine Art Abkürzung für unser Programm: beliebte Lieder, anspruchsvolle Texte, Tanz, Show, Comedy, Humor und schöne Stimmen“.

## Diskografie

### Alben
- 1977 Dümmer als du denkst! (der andere song)
- 1978 Bla-Bla-Blattschuss (der andere song)
- 1979 GmbH & Chor KG – Gesänge mit beschränkter Hoffnung (der andere song)
- 1980 Im Kaufhaus (RCA Victor)
- 1980 Live und auch sonst (Live-Album, der andere song)
- 1981 Herzblatt (RCA Victor)
- 1982 Sozialkomik (RCA Victor)
- 1992 Wenn der Zapfhahn kräht (als Blattschuss & Die Blaue Geige) (Hansa)
- 2002 Alles drauf! (Zett Records)

### Singles
- 1976 50 Tricks die Liebste loszuwerden (der andere song)
- 1977 Holiday auf Sylt / Fritz, der Flitzer (der andere song)
- 1978 Kreuzberger Nächte / Die Geräusch-Hitparade (der andere song)
- 1979 Früh-Stück (der andere song)
- 1979 Ein Blick sagt mehr als jedes Wort (der andere song)
- 1980 Harry Hocker, laß nicht locker / Lieber ein Eisbein (RCA)
- 1980 Krumme Lanke (der andere song)
- 1980 Fast umsonst (RCA)
- 1981 Ich bin in Diana verliebt (Indiana) (RCA)
- 1981 So was passiert mir jeden Tag (RCA)
- 1982 Tanz mit mir den Schneewalzer (RCA)
- 1984 ’Ne Bockwurst und’n Bier (Bellaphon)
- 1990 Sommerhitze / Über 30 (als Ein Blattschuss & Die Blaue Geige) (Duophon)
- 1991 Ob in Frankfurt an der Oder, oder … (als Blattschuss & Die Blaue Geige) (Hansa)
- 1992 Doris (als Blattschuss & Die Blaue Geige) (Hansa)
- 1992 So eine Nacht (als Blattschuss & Die Blaue Geige) (Hansa)
- 1993 Was in Moabit in der Nacht geschieht (als Blattschuss & Die Blaue Geige) (Hansa)
- 1996 Vollpension auf Ballermann 6 (Intercord)
- 1998 Nie wieder Ballermann (Zett Records)
- 1999 Auf Wiedersehen, Du Deutsche Mark (Zett Records)
- 2001 Wer hat mir den Strohhalm geklaut? (Zett Records)
- 2002 Kalle auf Malle (Zett Records)
- 2003 Hallodio (Zett Records)
- 2006 Früh-Stück 2006 (mit Steffi & Nicole) (Happy Appletree)
- 2007 Null Problemo '99 (A&R Pisch, Download)
- 2008 Kreuzberger Nächte 2008 (Zett Records, Download)
- 2011 Kreuzberger Nächte (feat. Bissendorf) (Fiesta Records, Download)